# Digital Love
Digital Love è un brano musicale del gruppo di musica elettronica francese Daft Punk pubblicato nel 2001.

## Descrizione
Il brano è stato scritto dai componenti del duo Thomas Bangalter e Guy-Manuel de Homem-Christo con George Duke (sample tratto da I Love You More) e Carlos Sosa. Rappresenta il terzo singolo estratto dal secondo album del gruppo, ossia Discovery. Come parte dell'album, il brano è presente nel film Interstella 5555.

## Tracce
- CD maxi single

1. Digital Love (Radio edit) – 3:59
2. Digital Love (Album version) – 4:59
3. Digital Love (Digital Dub) – 5:00
4. Aerodynamic – 3:45
5. Aerodynamite – 7:47

- 12" maxi single

1. Digital Love (Album version) – 4:58
2. Digital Love (Digital Dub) – 4:58

- CD-single Virgin

1. Digital Love (Radio edit) – 3:59
2. Digital Love (Album version) – 4:58
3. Digital Love (Digital Dub) – 4:58

- 12" maxi single

1. Digital Love (Radio edit) – 3:59
2. Digital Love (Album version) – 4:58
3. Digital Love (Digital Dub) – 4:58

- CD maxi single

1. Digital Love (Radio edit) – 3:59
2. Digital Love (Album version) – 4:59
3. Digital Love (Digital Dub) – 5:00
4. Aerodynamite – 7:47